# Liste der Bodendenkmäler in Burggen
Auf dieser Seite sind die Bodendenkmäler in der oberbayerischen Gemeinde Burggen zusammengestellt. Diese Tabelle ist eine Teilliste der Liste der Bodendenkmäler in Bayern. Grundlage ist die Bayerische Denkmalliste, die auf Basis des Bayerischen Denkmalschutzgesetzes vom 1. Oktober 1973 erstmals erstellt wurde und seither durch das Bayerische Landesamt für Denkmalpflege geführt wird. Die folgenden Angaben ersetzen nicht die rechtsverbindliche Auskunft der Denkmalschutzbehörde.

## Bodendenkmäler in Burggen
| Lage                          | Objekt | Akten-Nr.     | Bild           |
| ----------------------------- | --- | ------------- | -------------- |
| (Standort)                    | Kleines Reihengräberfeld des frühen Mittelalters. | D-1-8230-0003 |                |
| (Standort)                    | Straße der römischen Kaiserzeit (Teilstück der Trasse Augsburg–Füssen). | D-1-8230-0005 |                |
| (Standort)                    | Ringwall des frühen Mittelalters (Ringwall Burggen). | D-1-8230-0006 |                |
| (Standort)                    | Burgstall des hohen und späten Mittelalters (Burgstall Tannenberg). | D-1-8230-0008 |                |
| Kirchenstraße 12 (Standort)   | Untertägige mittelalterliche und frühneuzeitliche Befunde im Bereich der katholischen Pfarrkirche St. Stephan in Burggen und ihrer Vorgängerbauten.                                                       | D-1-8230-0041 | weitere Bilder |
| Engenwiesstraße 1 (Standort)  | Untertägige frühneuzeitliche Befunde im Bereich der katholischen Kapelle St. Eligius in Burggen. | D-1-8230-0042 | weitere Bilder |
| St.-Anna-Straße 50 (Standort) | Untertägige spätmittelalterliche und frühneuzeitliche Befunde im Bereich der ehemaligen Wallfahrts- und katholischen Filialkirche St. Anna in Burggen und ihres Vorgängerbaus mit angeschlossener Klause. | D-1-8230-0043 | weitere Bilder |
| (Standort)                    | Untertägige frühneuzeitliche Befunde im Bereich der katholischen Pfarrkirche St. Oswald in Tannenberg und ihres Vorgängerbaus.                                                                            | D-1-8230-0045 | weitere Bilder |
| (Standort)                    | Untertägige frühneuzeitliche Befunde im Bereich der katholischen Kapelle St. Joseph in Tannenberg. | D-1-8230-0046 | weitere Bilder |
| (Standort)                    | Körpergräber des frühen Mittelalters. | D-1-8231-0030 |                |
| (Standort)                    | Burgstall des hohen oder späten Mittelalters. | D-1-8231-0033 |                |
| (Standort)                    | Burgstall des hohen oder späten Mittelalters. | D-1-8231-0039 |                |
| (Standort)                    | Brandopferplatz der frühen römischen Kaiserzeit. | D-1-8231-0044 |                |
| (Standort)                    | Straße der römischen Kaiserzeit (Teilstück der Trasse Augsburg–Füssen). | D-1-8231-0060 |                |